# Catopyrops florinda
Catopyrops florinda är en fjärilsart som beskrevs av Butler 1877. Catopyrops florinda ingår i släktet Catopyrops och familjen juvelvingar. Inga underarter finns listade i Catalogue of Life.

## Bildgalleri

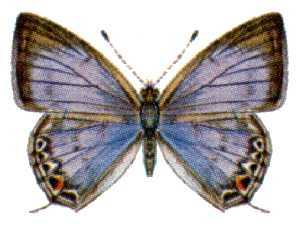
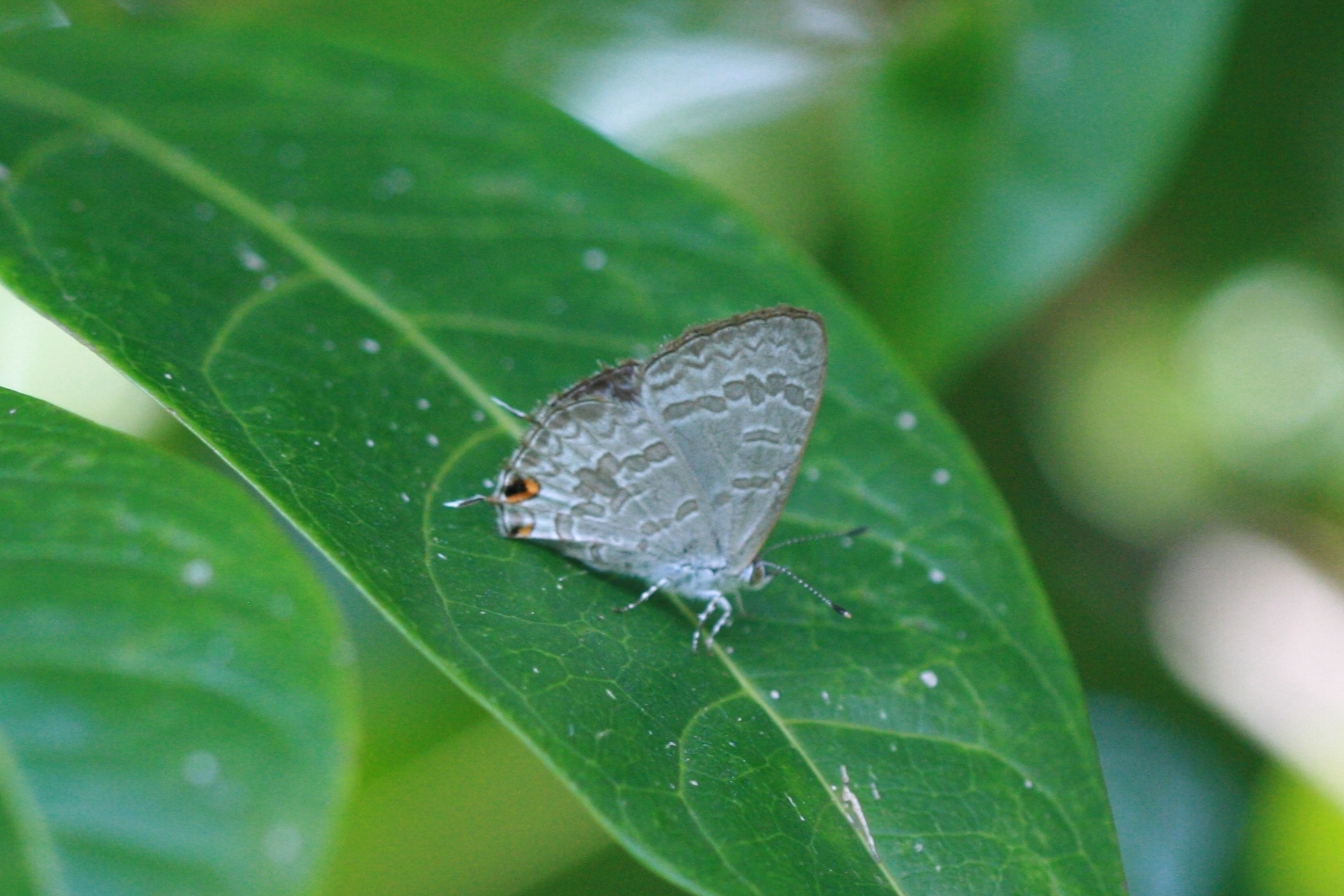